# Luis Pércovich Roca
Luis Ciro Pércovich Roca (Yungay,  14 de julio de 1931 - Lima, 23 de abril del 2017) fue un químico farmacéutico y político peruano. Reconocido miembro de Acción Popular que ejerció como el último presidente del Consejo de Ministros y ministro de Relaciones Exteriores en el segundo gobierno de Fernando Belaúnde Terry. Fue también ministro del Interior, de 1983 a 1984, y ministro de Pesquería en 1983. Asimismo, fue diputado por la región Áncash en el periodo 1980-1985 y presidente de la Cámara de Diputados en 1981.

## Biografía
Luis Pércovich nació en la ciudad de Santo Domingo de Yungay, ubicada en el departamento peruano de Áncash, el 14 de julio de 1931. Fue hijo de Gerónimo Pércovich Lago y de Rosa Roca Osorio. Nieto del ingeniero croata-austríaco Miguel Perković, de Dalmacia, y del abogado Asunción Roca, natural de Yurma, Piscobamba. Por línea paterna fue primo de Fernando Belaúnde Terry, ya que su abuela, Rosa Lago Terry, fue tía del arquitecto y expresidente peruano.  
Realizó sus estudios primarios y secundarios en el Colegio Salesiano de Yungay. Luego ingresó a la Universidad Nacional de Trujillo y estudió la carrera de químico farmacéutico, donde se graduó en el año 1954 y como universitario desempeñó como líder del Frente Universitario.
Se casó con Haydeé Bambarén, con quien tuvo tres hijos: Luis Alfredo, Jorge Antonio y María Gabriela. En Chimbote se dedicó al ámbito comercial, estableciendo en dicha ciudad la Farmacia Santa Virginia y, posteriormente, la Farmacia Fátima, esta última ubicada en la quinta cuadra del Jr. Leoncio Prado. Asimismo, fue propietario de los hoteles ‘Presidente’ y ‘Riviera’ en la misma ciudad.
Luis Percovich era católico y devoto de Nuestra Señora de Fátima. Su vocación social lo llevó a incorporarse al Cuerpo de Bomberos Voluntarios del Perú. Llegó a comandar la Compañía Salvadora Chimbote n.º 33 (1962-1963). En el año 1965 fue elegido como vicedecano del Colegio Químico Farmacéutico del Perú.

## Carrera política
En la política, Luis Pércovich incursiona como uno de los fundadores de Acción Popular, partido político liderado por su primo, el arquitecto Fernando Belaúnde Terry, dirigente del Frente Democrático de Juventudes en el año 1956. Desde ese mismo año acompañó a Belaúnde a recorrer las montañas de la región Áncash: “He estado con él en los caminos de Chacas a Pomabamba, de Pomabamba a Luzuriaga, de Luzuriaga a Sihuas, de Corongo a Pallasca, en un sinnúmero de lugares, no buscando las grandes masas ni las grandes concentraciones populares, sino buscando conocer la situación de cada uno de esos pequeños pueblos, de los caseríos, de las pequeñas comunidades para saber personalmente de sus necesidades”.
Como partidario fue secretario general del Comité Provincial del Santa, por tres años consecutivos. En el transcurrir de los años, desempeñó los más altos cargos directivos en su partido: secretario nacional de Disciplina (1967), miembro del Comité Nacional de Finanzas (1979), vicesecretario nacional de Organización (1982) y subsecretario general nacional (1984).

### Diputado por Áncash
En el año 1963, su actividad parlamentaria se inicia cuando Pércovich resultó elegido como diputado por el departamento de Áncash por la coalición entre Acción Popular y el Partido Demócrata Cristiano, donde también resultó elegido Fernando Belaúnde Terry como presidente del Perú para el periodo 1963-1968.
El 3 de octubre de 1968, su mandato legislativo fue interrumpido por el golpe de Estado encabezado por el general Juan Velasco Alvarado, de la cual fue opositor y perseguido del régimen militar.
Luego en el gobierno militar de Francisco Morales Bermúdez, se decidió convocar a nuevas elecciones generales para el año 1980. Tras esto, Fernando Belaúnde decidió nuevamente postular a la presidencia del Perú por Acción Popular y Pércovich lo acompañó por segunda vez como candidato a la Cámara Diputados por su natal Áncash, la cual ambos tuvieron éxito y fueron juramentados para el periodo 1980-1985.
El 27 de julio de 1981, Luis Pércovich fue elegido como presidente de la Cámara de Diputados, reemplazando a Francisco Belaúnde Terry, para el periodo legislativo 1981-1982. Durante su gestión se aprobaron unas doscientas leyes y proyectos de ley.
En agosto del año 1982 asumió la presidencia de la Comisión Bicameral de Presupuesto del Congreso.

### Ministro de Pesquería
El 3 de enero de 1983, Luis Pércovich fue nombrado por el presidente Fernando Belaúnde como su nuevo ministro de Pesquería, en reemplazo del ingeniero René Deustua Jameson. Sin embargo, permaneció en el cargo hasta el 20 de abril del mismo año tras ser nombrado en otra cartera ministerial.

### Ministro del Interior
El 21 de abril de 1983, asumió como titular del Ministerio del Interior, en reemplazo de Fernando Rincón Bazo, y durante su gestión en el MININTER, tuvo que enfrentar el accionar terrorista de Sendero Luminoso y la ola de delincuencia común.
En su gestión se creó la Dirección contra el Terrorismo (DIRCOTE), dependencia de la Policía de Investigaciones del Perú (PIP), la cual procedió a identificar a los mandos políticos y militantes de Sendero Luminoso, sus sistemas de acción, propaganda y logística. Además, se crearon las Escuelas Regionales de las Fuerzas Oficiales. Igualmente, tuvo que afrontar una protesta protagonizada por efectivos policiales que solicitaban mejoras salariales, así como una interpelación en el Senado por la masacre de Jesús Oropeza Chonta, dirigente campesino masacrado en 1984, y por el genocidio de 15 niños perpetrado por Sendero Luminoso en la región Ayacucho.
Pércovich gestionó y obtuvo los recursos necesarios del Ministerio de Economía y Finanzas para financiar el incremento de haberes, hizo los anuncios correspondientes ante los medios de comunicación y se trasladó inesperadamente al Penal El Sexto, donde se había producido un motín, para explicar las medidas adoptadas, logrando que los rebeldes depusieron su actitud.

### Primer ministro y canciller
El 12 de octubre de 1984, Luis Pércovich renunció al Ministerio del Interior y dos días después de su renuncia, asumió los cargos de presidente del Consejo de Ministros y de ministro de Relaciones Exteriores, siendo en el último tramo del segundo gobierno de Fernando Belaúnde.
En su gestión le tocó coordinar los preparativos para la transición al gobierno de Alan García. Asimismo, tuvo que seguir en la lucha contra el terrorismo.
Pércovich permaneció en ambos cargos hasta el final del gobierno el 28 de julio de 1985, donde se dio inicio al primer gobierno de Alan García y fue reemplazado en los cargos por Luis Alva Castro y Allan Wagner.
Tras culminar el segundo gobierno de Belaúnde, Luis Pércovich no volvió a tener figuración política. Casi un mes después del fin de su gestión como ministro, su nombre apareció mencionado en las crónicas policiales, cuando se descubrió que el teléfono de uno de sus asesores ministeriales figuraba en la agenda personal del narcotraficante Reynaldo Rodríguez López, al destaparse el llamado caso Villa Coca en el año 1985.
Durante el gobierno de Alberto Fujimori, Pércovich formó parte de la posición y posteriormente apoyó el gobierno de transición encabezado por el congresistas y correligionario, Valentín Paniagua, donde luego fue participante de las audiciones de la Comisión de la Verdad y Reconciliación en torno a los actos del terrorismo en el Perú.
Luis Pércovich se mantuvo alejado del ámbito político y solo se dedicó a sus labores partidarias en Acción Popular, donde fue miembro del Comité Nacional Electoral, desde enero del 2004 hasta septiembre del 2007, y adherente partidario desde 2004 hasta su deceso en 2017.

## Fallecimiento
El 23 de abril del 2017, Luis Pércovich falleció a los 85 años en el distrito de Miraflores en Lima.